# 沈吉铁路
沈吉铁路是一条连接辽宁省沈阳市至吉林省吉林市间的铁路。该铁路始建于1925年，由原奉海铁路和吉海铁路两部分组成。该线路全长446千米，是辽宁省和吉林省之间的重要干线铁路之一。该铁路除承担辽吉两省的客运列车功能之外，还与吉舒铁路、拉滨铁路等铁路线共同分流了京哈铁路的货运列车功能。

## 历史
沈吉铁路由奉海铁路和吉海铁路两部分组成，两条铁路都是由奉系军阀张作霖主持修建，当时东北铁路由日、俄控制，他因不满处处受制，决心修建自己控制的铁路。

### 奉海鐵路
奉海铁路自奉天省城奉天市“奉海车站”（今沈阳东站），经海龙县城，至朝阳镇长263.5公里；支线自梅河口至西安县城（今辽源市城区）及西安煤矿，长73.6公里。
1922年开始，张作霖听从总参议杨宇霆和代省长王永江等人的意见，制订了修建纵贯东三省的铁路东、西干线计划，即在南满铁路之外另开一番天地，与日本人抗衡。计划的西干线是由打虎山起，经通辽、洮南、白城子，到齐齐哈尔，连接奉黑两省；东干线是由奉天起，经海龙、吉林，到呼兰，连接奉吉黑三省。1922年下半年，杨宇霆建议首先铺设东干线南段的奉海路。王永江积极支持和筹备这条铁路的修筑。但奉海路干支线全被日本不平等条约限制，张作霖责成王永江与日本交涉，收回修筑权。1923年1月，王永江开始与“满铁”交涉谈判，希望日本方面放弃借款权。经过两年的交涉，奉天省用向日方借款修筑洮昂铁路（洮南至昂昂溪）作为妥协条件，取得了奉海铁路的修筑权。
1925年春，奉天省代省长王永江在奉天八王寺设立奉海铁路建设筹备处。5月14日成立奉海铁路公司，总出资奉大洋2000万元，官商各半，以奉天省政务厅厅长王镜寰为公司总理，原四（平）洮（南）铁路总务处长、技师陈树棠为技术长。1925年7月28日开工:36。1927年8月奉天至海龙线完工，1928年8月延长至朝阳镇。1927年9月6日，奉海鐵路全線通車。支线自梅河口至西安县城（今辽源），于1927年5月开工，12月完工，第二年延长至矿山，全长73.6公里。1928年2月改為奉天省官辦。1928年3月20日，北洋政府交通部代理总长、京奉铁路局长常荫槐被聘为奉海铁路督办。1929年正式营业。1929年4月，随省名，改称沈海铁路。沈海铁路公司是奉天省（辽宁省）的省有铁路，官股占资本总额的三分之二。当时辽宁省与吉林省省界在辉南与磐石之间。 
九一八事变后，在关东军的支持下，成立了“沈海铁路保安维持会”。随后，设立了“东北交通委员会”，并由满铁接管沈海、吉长、吉敦、吉海、四洮、洮昂、齐克等铁路。1933年2月9日，满铁与满洲国交通部签订了《满洲国铁道借款及委托经营契约》、《关于满洲国铁道等借款及委托经营合并契约》、《交通总长满铁总裁间往复文书》等一系列文件，完成了满铁控制东北地区全部铁路的手续。满铁把沈海铁路又改称奉海铁路。

### 吉海鐵路
吉海铁路自吉林市北山站、黄旗屯站至朝阳镇，长183公里。1926年11月1日，吉林省議會議決自築吉海鐵路，幷設立籌辦處。是月4日省長公署批准官商合辦，同時委任李銘書為籌辦處總辦，齊耀瑭、艾遒芳為幫辦。 1926年11月10日，吉海鐵路籌辦處正式成立幷啟用關防。1927年5月8日，吉海鐵路籌備處改為工程局，下設總務、工務、車務、會計、總工程五個處，處下設課。吉林督军兼吉林省长张作相主持修建，总工程师为赵杰，副总工程师为张赢舫，1927年6月25日吉海鐵路工程局在吉林北山腳下舉行吉海鐵路開工典禮儀式:36。吉林省長張作相到會幷講話。实际上在铁路南端朝阳镇开工。1928年11月20日吉海鐵路朝陽鎮至磐石段開始營業。1929年5月15日，吉海鐵路正式竣工通車。當時吉海鐵路總站設在黃旗屯，即今日吉林西站。此路由吉林經沈海可入京奉而通關內。1929年7月，吉林总站至吉林分站支线开始施工。因为日本人不准吉海路与吉长路接轨，所以设立吉林分站，以接近吉长路吉林站，满足中转需要。是年8月完成铺轨，12月27日投入运营，吉林分站改名为吉林车站。吉林分站旧址在今天的吉林站以北约0.5公里处，原吉林车辆段附近，现已全无踪影。1930年8月，吉海鐵路由黃旗屯站延修至吉林站，但并未与吉長铁路接轨。1931年10月12日滿鐵把吉海路与吉长路在吉林站接轨。1931年11月1日，熙洽與滿鐵總裁內田康哉簽訂契約，出賣吉林省全部鐵路主權。后吉林总站改名为黄旗屯站，吉林车站被取消，吉海路的列车改为直接进吉林站。
1933年4月1日，沈海与吉海两线合并为奉吉线，1945年改称沈吉线:37。

## 线路改造

### 扩能改造
沈吉线扩能改造已经提上日程，目前辽宁省境内沈阳至章党已经完成复线，章党至草市间于2009年动工，吉林省境内石家至烟筒山段已完成复线。

### 吉林枢纽西环线
2013年8月，沈吉铁路吉林铁路枢纽西环线工程环境影响评价对外公示，工程将吉林市铁路枢纽进行改造。2016年3月1日，吉林枢纽西环线开工建设。该线路南起马相屯站，经由南三道站进行客货分离，客运线并入长图铁路引入吉林站，货运线并入九江线后引入棋盘站，同时新建欢喜站站、大绥河站、南三道站3座车站。2024年9月26日，吉林枢纽西环线建成通车。

### 既有区间拆除
2014年12月10日，沈吉线沈阳北至抚顺北区间完成电气化改造，并开行CRH和谐号动车组列车，使用车型均为CRH5型。建设中的沈白客运专线计划利用既有沈吉铁路沈阳段引入沈阳北站高速场，并拆除既有沈吉线沈阳北-沈阳东段。建成后抚顺北至沈阳客车改走苏抚线，沈阳北-抚顺北段沈吉线无客车。

## 事故
- 1992年10月11日，沈阳铁路局梅河口机务段的东风4C型4031号、4045号机车，重联牵引一列货物列车经由沈吉铁路运行，至接近石门岭站准备停车会让由天津站开往吉林站的323次旅客列车时，由于列车其中一个折角塞门被人关闭，列车制动失效。为避免列车相撞，货物列车进入石门岭站的安全线后脱轨颠覆。事故造成机车乘务员4人死亡，中断行车10小时25分，两台东风4C型柴油机车报废，而323次旅客列车没有受到损失[11]。
- 2010年7月27日至28日至31日，接连两场特大暴雨袭击了吉林省吉林、通化地区，多条河流暴发洪水。 沈吉铁路吉林西站至取柴河站间几十公里线路几乎夷为平地，水害总延长达48公里。393、405、415公里等多处桥梁被冲毁，通信、电力、信号设备全部损坏。线路中断后，沈阳铁路局各路抢险人员紧急集结，8月8日17时26分，沈吉线全线提前恢复通车。  [12]